# Pastinaken
Die Pastinaken (Pastinaca) bilden eine Pflanzengattung in der Familie der Doldenblütler (Apiaceae). Die etwa 14 Arten sind von Europa bis Westasien verbreitet. Die wichtigste wirtschaftlich genutzte und zugleich die einzige in Mitteleuropa vorkommende Art ist der Pastinak (Pastinaca sativa), auch die Pastinake genannt.

## Beschreibung

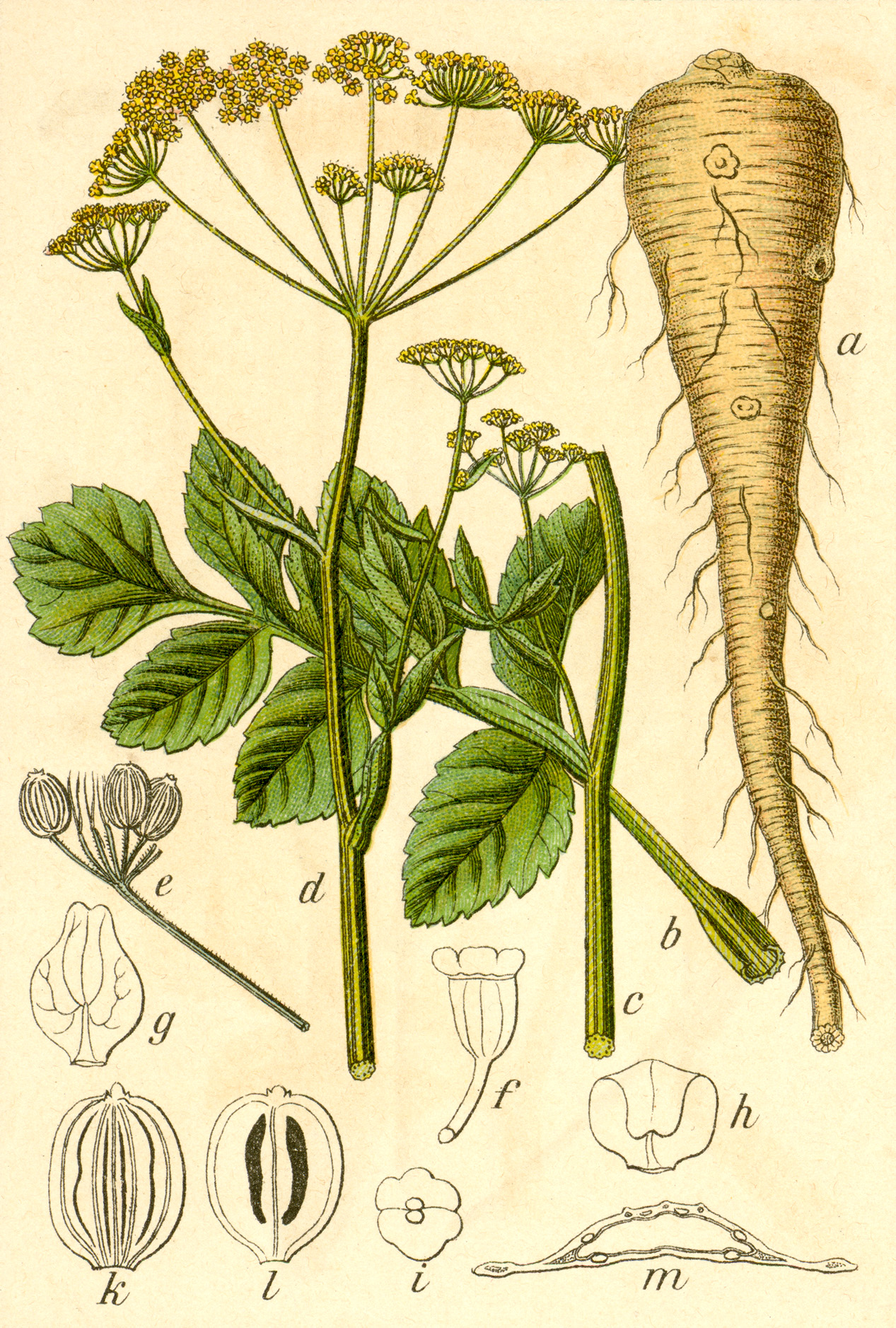
Illustration von Pastinak (Pastinaca sativa)

### Vegetative Merkmale
Die Pastinaca-Arten sind zweijährige krautige Pflanzen. Sie bilden eine lang-kegelförmige, bei Kultursippen rübenförmig verdickte Hauptwurzel. Der Stängel ist gerippt und hohl.
Die wechselständig am Stängel angeordneten Laubblätter sind in Blattscheide, Blattstiel und Blattspreite gegliedert. Die Blattspreiten sind meist einfach gefiedert und kahl. Die Fiederblättchen sind sitzend und gesägt oder fiederschnittig.

### Generative Merkmale
In seiten- oder endständigen, aufsteigenden, vielstrahligen, doppeldoldigen Blütenständen befinden sich viele Blüten. Hüllen (Involucrum) und Hüllchen (Involucellum) fehlen.
Die Blüten besitzen eine doppelte Blütenhülle. Die Kelchzähne sind winzig und dreieckig. Die Kronblätter sind eiförmig, gelb und an der Spitze nach innen gebogen.
Die Frucht zerfällt bei der Reife wie bei allen Doldenblütlern in zwei Teilfrüchte.

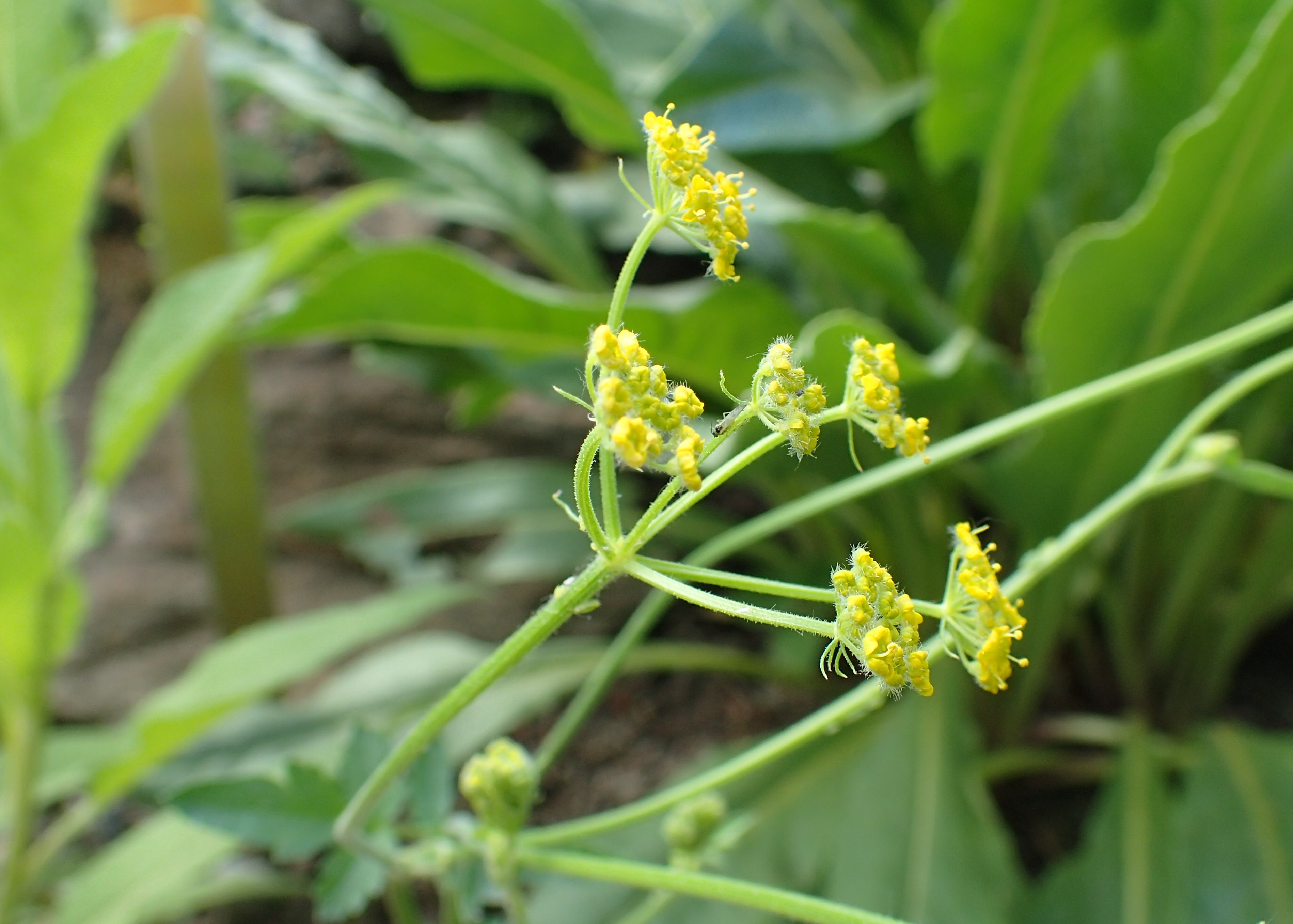
Pastinaca armena

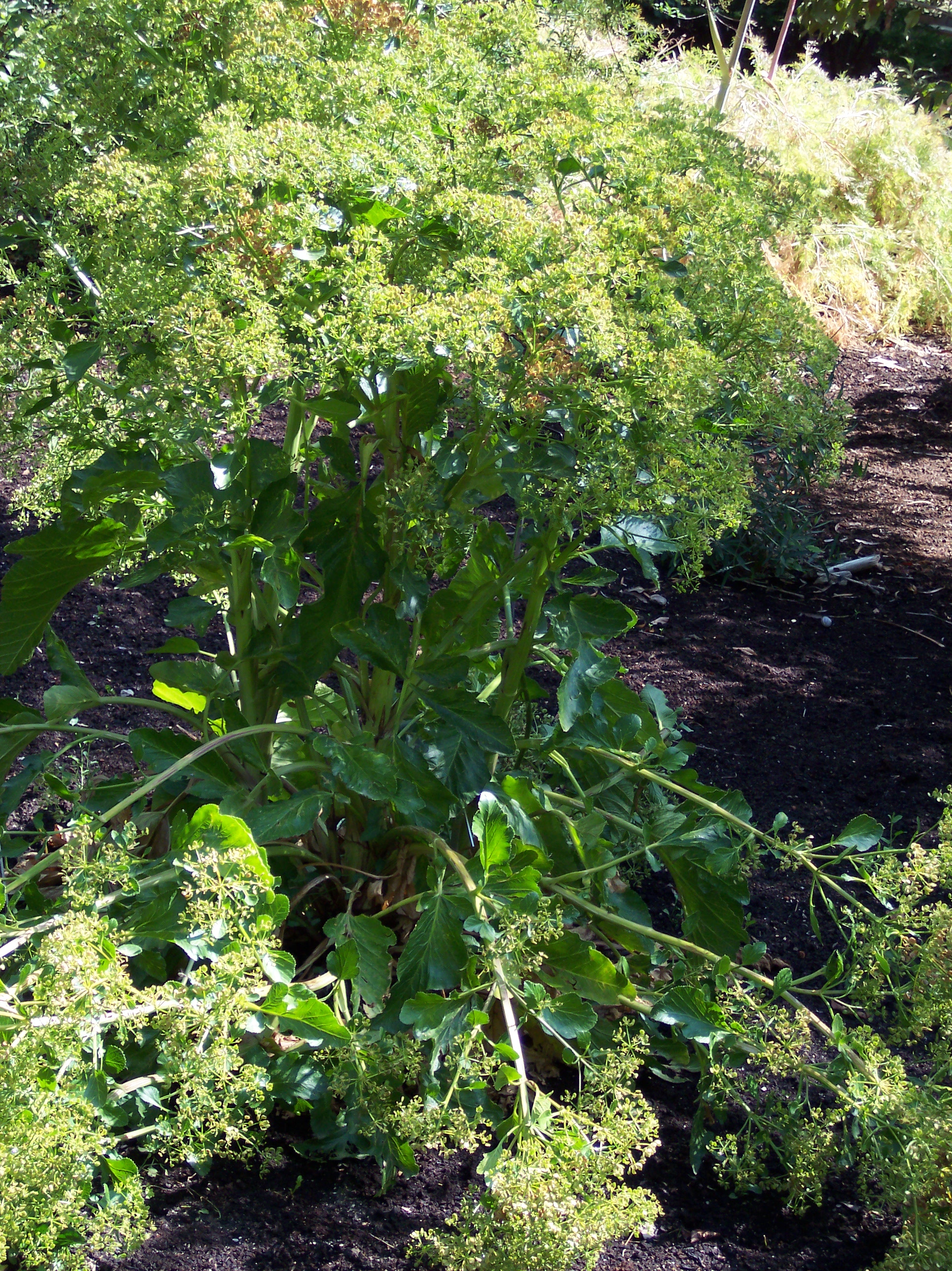
Glänzender Pastinak (Pastinaca lucida)

## Systematik
Die Gattung Pastinaca wurde durch Carl von Linné in Species Plantarum, Tomus I, 1753, Seite 262 und Genera Plantarum, 5. Auflage, 1754, Seite 126 aufgestellt.
Die Gattung Pastinaca gehört zur Tribus Tordylieae in der Unterfamilie Apioideae innerhalb der Familie Apiaceae.
Die Gattung Pastinaca umfasst etwa 14 Arten:
- Pastinaca argyrophylla Delip.: Sie kommt nur in Bulgarien vor.[2]
- Pastinaca armena Fisch. & C.A.Mey.: Sie ist in der Türkei und im Kaukasusgebiet verbreitet.[2]
- Pastinaca aurantiaca (Albov) Kolak.: Sie kommt nur in Georgien vor.[1]
- Pastinaca erzincanensis Menemen & Kandemir: Sie wurde 2016 aus der östlichen Türkei erstbeschrieben. Sie wurde bisher nur an einem Fundort in der Provinz Erzincan gesammelt.[3]
- Pastinaca gelendostensis (Yild. & B.Selvi) Hand: Sie kommt in der Türkei vor.[1]
- Pastinaca glandulosa Boiss. & Hausskn.: Sie kommt in der Türkei vor.[2]
- Pastinaca hirsuta Pančić: Sie kommt in Bulgarien, Serbien und Nordmazedonien vor.[1]
- Pastinaca kochii Duby: Es gibt zwei Unterarten:
  - Pastinaca kochii Duby subsp. kochii: Sie ist ein Endemit auf Korsika.[1]
  - Pastinaca kochii subsp. latifolia (Duby) Reduron (Syn.: Pastinaca latifolia (Duby) DC.): Sie ist ein Endemit auf Korsika.[1]
- Glänzender Pastinak (Pastinaca lucida L.): Er kommt nur auf Mallorca und auf Menorca vor.[2]
- Pastinaca pimpinellifolia Griseb.: Sie ist im Kaukasusgebiet, in der Türkei und im Iran verbreitet.[2]
- Pastinak oder Pastinake (Pastinaca sativa L.): Es gibt mehrere Unterarten, darunter:
  - Pastinaca sativa subsp. sativa (Syn.: Pastinaca fleischmannii Hladnik ex W.D.J.Koch)
  - Pastinaca sativa subsp. urens (Req. ex Godr.) Čelak. (Syn.: Pastinaca umbrosa Steven)
- Pastinaca secacul Russ., in alten lateinischen Texten Secacul[4] genannt.[5]
- Pastinaca trysia Stapf & Wettst.: Sie kommt in der Türkei vor.[1]
- Pastinaca yildizii Dirmenci: Dieser Endemit kommt nur in türkischen Provinz Balikesir vor.[2]
- Pastinaca zozimoides Fenzl: Sie kommt in der Türkei vor.[2]

Nicht mehr zu Pastinaca gehören:
- Pastinaca clausii (Ledeb.) Calest. → Malabaila graveolens (Spreng.) Hoffm.
- historisch Pastinaca silvestris[6] → Daucus carota L.